# Действующий отряд кораблей
Действующий отряд кораблей (ДОТ) — соединение наиболее боеспособных кораблей и вспомогательных судов, создававшееся на флотах и флотилиях в период Гражданской войны в России.

Н. Е. Бубликов и Г. В. Горшков, «Потопление подводной лодкой „Пантера“ из ДОТ Балтийского флота английского эсминца „Виттория“ у острова Сескар», 1920—1930 годы

Особый (временный) действующий отряд кораблей — манёвренное вспомогательное соединение, обычно состоящее из кораблей различных классов. Имеет временный или особый характер и создаваемое для выполнения боевой или специальной задачи: обеспечение высадки морского десанта, прикрытие отряда заграждения, поддержка сухопутных операций, огневая поддержка дозоров, фланга армии и тому подобное, а также для снабжения боевых кораблей в море и другое. Является элементом боевого порядка (оперативного построения).
Первый действующий отряд был создан на Балтийском флоте 15 ноября 1918 года.